# Christina Schwanitz
Christina Schwanitz (Dresden, 24 de desembre de 1985) és una atleta alemanya especialista en la prova de llançament de pes. Campiona del món 2015 i campiona d'Europa en 2014 i 2016. La seva millor marca personal és 20,77 metres, aconseguits el 20 de maig de 2015 a la reunió de Beijing del World Challenge. Posseeix com a màxim registre personal en pista coberta 20.05 metres, aconseguit el 2 de febrer de 2014 a Rochlitz.

## Palmarès
| Data | Campionat                               | Lloc                  | Resultat | Marca   |
| ---- | --------------------------------------- | --------------------- | -------- | ------- |
| 2004 | Campionat Mundial d'Atletisme Sub-20    | Grosseto              | 3.       | 16,52 m |
| 2005 | Campionat Europeu Juvenil               | Erfurt                | 2.       | 18,64 m |
| 2008 | Campionat Mundial en Pista Coberta 2008 | València              | 6.       | 18,27 m |
| 2008 | Copa d'Europa de Nacions                | Annecy                | 1.       | 18,55 m |
| 2008 | Jocs Olímpics 2008                      | Pequín                | 11.      | 18,55 m |
| 2009 | Campionat Mundial 2009                  | Berlín                | 12.      | 17,84 m |
| 2011 | Campionat d'Europa en pista coberta     | París                 | 2.       | 18,65 m |
| 2011 | Campionat Mundial 2011                  | Daegu                 | 12.      | 17,96 m |
| 2012 | Campionat Europeu 2012                  | Hèlsinki              | 5.       | 18,25 m |
| 2012 | Jocs Olímpics 2012                      | Londres               | 10.      | 18,47 m |
| 2013 | Campionat d'Europa en pista coberta     | Göteborg              | 1.       | 19,25 m |
| 2013 | Campionat d'Europa per equips           | Gateshead             | 1.       | 19,30 m |
| 2013 | Campionat Mundial 2013                  | Moscou                | 2.       | 20,41 m |
| 2014 | Campionat d'Europa en pista coberta     | Sopot                 | 2.       | 19,94 m |
| 2014 | Campionat d'Europa per equips           | Brunsvic              | 1.       | 19,43 m |
| 2014 | Campionat Europeu 2014                  | Zúric                 | 1.       | 19.90 m |
| 2014 | Copa Continental                        | Marrakech             | 1.       | 20,02 m |
| 2015 | Campionat d'Europa per equips           | Cheboksary            | 1.       | 19,82 m |
| 2015 | Campionat Mundial 2015                  | Pequin                | 1.       | 20,37 m |
| 2015 | Lliga de Diamant 2015                   | Lliga de Diamant 2015 | 1.       |         |
| 2016 | Campionat Europeu 2016                  | Amsterdam             | 1.       | 20.17 m |